# Pedro Gutiérrez de Cos
Pedro Gutiérrez de Cos y Saavedra Seminario (Piura, 24 de octubre de 1750 - San Juan de Puerto Rico, 9 de abril de 1833) prelado peruano, que fue obispo de Ayacucho (1818-1826) y de San Juan de Puerto Rico (1826-1833).

## Biografía
Hijo del español Tomás Gutiérrez de Cos y Terán, y de la limeña María Antonia de Saavedra y Seminario, nació en Piura. Cursó sus estudios en el Seminario de San Carlos y San Marcelo de Trujillo (Perú). Allí mismo ejerció la docencia y llegó a ocupar el cargo de vicerrector. También obtuvo una capellanía en el coro de la catedral de Trujillo (1771) y fue nombrado examinador sinodal del obispado.
Se trasladó a Lima para estudiar en la Universidad de San Marcos. Se graduó de licenciado y doctor en Cánones en 1781 y se recibió de abogado ante la Real Audiencia de Lima. Se ordenó sacerdote en 1784 y ejerció el curato en dos doctrinas de la arquidiócesis limeña.  En 1798 logró ingresar al cabildo metropolitano de Lima como medio racionero; ascendió a canónigo doctoral (1803), tesorero (1813), chantre (1814) y provisor y vicario general del arzobispado limeño.

### Obispo de Huamanga
A raíz de la muerte del obispo de Huamanga José Silva y Olave en 1816, fue preconizado como su reemplazante en 1817. Fue consagrado por el arzobispo Bartolomé María de las Heras en la catedral de Lima, el 4 de agosto de 1819. De inmediato se dirigió a su diócesis, donde ingresó el día 31, pero poco después regresó a la capital para asistir a la consagración de José Calixto de Orihuela como obispo del Cuzco (9 de julio de 1820). Y estando ya de regreso a su obispado, en Huancayo le sorprendió la noticia de la expedición de Arenales a la sierra. Con él se hallaba el obispo Orihuela y el arzobispo de Charcas, Martín de Villodres, que también regresaban a sus respectivas diócesis. Todos ellos deliberaron sobre lo que debían de hacer, pero no llegaron a ningún acuerdo y cada uno tomó el rumbo que mejor les pareció.
Gutiérrez de Cos decidió volver a Lima, donde le sorprendió la entrada del Ejército Libertador con José de San Martín a la cabeza. Los patriotas quisieron obligarle a jurar la independencia y a participar en las ceremonias de la proclamación, pero no quiso, ya que temía que los realistas, que todavía dominaban Huamanga, no le permitirían regresar a su obispado. Consideraba que ante todo estaba su deber hacia sus feligreses. Pero era peligroso regresar a Huamanga debido a que los caminos estaban controlados por los montoneros patriotas y era necesario contar con el pasaporte del gobierno. Escribió a San Martín, explicándole la complicada situación que demandaba mucha prudencia. Decía estar dispuesto a reconocer la autoridad del nuevo gobierno en donde estuviera, y que no atentaría contra sus decisiones. Pero San Martín le exigió que jurase la independencia y que al mismo tiempo dirigiese una pastoral a Huamanga para que allí se hiciera lo mismo. Se negó a ello y entonces se le dio el plazo de ocho días para salir del país. En noviembre de 1821 se embarcó en una nave inglesa que lo condujo a Acapulco.
De Acapulco pasó a Cuernavaca. El gobierno de Agustín de Iturbide lo acogió y lo propuso como obispo de Puebla de los Ángeles. Pero tras la caída de Iturbide abandonó México. Mientras tanto, el gobierno independiente del Perú dispuso que se le permitiera retornar a la patria con una serie de condiciones, pero ese retorno nunca se concretó.

### Obispo de San Juan de Puerto Rico
En 1825 se hallaba en La Habana, en donde asumió como administrador de la diócesis local; ya por entonces la Santa Sede había declarado vacante el obispado de Huamanga. El rey Fernando VII, considerando que se había mantenido leal a la Corona, lo nombró obispo de Puerto Rico y lo condecoró con la Gran Cruz de la Real Orden Americana de Isabel la Católica.
La Santa Sede confirmó su elección. Gutiérrez de Cos tomó posesión de su nueva sede el 18 de julio de 1826, a la que gobernó con la satisfacción de todos sus feligreses, hasta su fallecimiento el 9 de abril de 1833. Está sepultado en la Catedral de San Juan Bautista.